# Fudbalski klub Turnovo
Il Fudbalski klub Horizont Turnovo (mac. ФК Хоризонт Турново) - abbreviato in FK Turnovo è una società calcistica macedone con sede nella città di Turnovo. Il club gioca le partite casalinghe allo Stadion Kukuš.

## Storia
Nel 2008 la società di scommesse macedone "Horizont" è diventata lo sponsor della squadra e il club è stato rinominato in Horizont Turnovo.

## Turnovo in Europa
| Stagione | Competizione       | Turno | Avversario         | Casa | Trasferta | Somma       |
| -------- | ------------------ | ----- | ------------------ | ---- | --------- | ----------- |
| 2013–14  | UEFA Europa League | Q1    | Sūduva Marijampolė | 2–2  | 2–2       | 4–4 (5–4 p) |
| 2013–14  | UEFA Europa League | Q2    | Hajduk Split       | 1–1  | 1–2       | 2–3         |
| 2014–15  | UEFA Europa League | Q1    | Chikhura Sachkhere | 0–1  | 1–3       | 1–4         |

## Cronistoria
- 2008-2009: 6º in Prva Liga
- 2009-2010: 8º in Prva Liga
- 2010-2011: 6° in Prva Liga
- 2011-2012: 9° in Prva Liga
- 2012-2013: 3° in Prva Liga

## Palmarès

### Competizioni nazionali
- Vtora Liga: 1

2007-2008

### Altri piazzamenti
- Campionato macedone:

Secondo posto: 2013-2014
Terzo posto: 2012-2013
- Coppa di Macedonia:

Semifinalista: 2004-2005, 2012-2013, 2014-2015, 2015-2016